# THE KING OF FIGHTERS XIII
『THE KING OF FIGHTERS XIII』はSNKプレイモアによる対戦型格闘ゲームであり、『ザ・キング・オブ・ファイターズ』シリーズのうち、アッシュ編三部作の第3章（最終章）にあたる。

## リリース
本作は2010年7月14日にアーケードゲームとして稼動し、本編が夏に稼動するのは『2000』から約10年振りである。
2010年10月に不具合を修正したマイナーアップデートバージョンの「VER1.1」がリリースされた。
2011年7月1日には、PS3/Xbox 360版（以下：家庭用版）への移植版を2011年10月27日に発売する予定だと発表したものの、最終的には2011年12月1日に延期された。この家庭用版では、大幅にゲームバランスの改善が行われた。
さらに、この家庭用版の内容を元に修正・再調整し2012年4月26日にアーケードへ逆輸入した『THE KING OF FIGHTERS XIII CLIMAX』（以下：『CLIMAX』）が稼働開始した。
それから半年後の2013年9月12日に稼働を開始したNESiCAxLive対応版『THE KING OF FIGHTERS XIII CLIMAX for NESiCAxLive』では、様々な調整が施されている。家庭用からアーケードへの逆移植は本編ナンバリングシリーズとしては初、リメイク含めると『2002 UNLIMITED MATCH』に続き二作目である。
そして、2013年9月14日に前記の最終版をベースにしたWindows向けのSteam版『THE KING OF FIGHTERS XIII STEAM EDITION』および、GOG.com版『THE KING OF FIGHTERS XIII GALAXY EDITION』が配信された。また、2023年11月16日には『THE KING OF FIGHTERS XIII GLOBAL MATCH』がNintendo  SwitchとPlayStation 4で発売。
本作はスマートフォンへの移植も行われており、2011年7月7日には、iPhone / iPod touchへの移植版である『THE KING OF FIGHTERS-i』が配信された。
2012年5月2日にはその第2弾に当たる『THE KING OF FIGHTERS-i 2012』が配信されており、一部のルールは家庭用版『XIII』に準拠したものに変更されている。

## あらすじ
2003年の大会のちづるに続き、前大会で庵が持つ「八尺瓊の勾玉」の力を奪い取ることに成功したアッシュ。「三種の神器」の内、二つもの力が本来持つべき継承者から奪われる事態となり、残されたのは京が持つ「草薙の剣」の力のみとなった。
相次ぐアクシデントに見舞われ、開催が危惧された「KOF」だが、何者かの強引な推進により史上空前の規模で執り行なわれ、『'97』『2001』大会と同等かそれ以上の盛り上がりを見せた。表向きの大会主催者はルガールの娘であるローズ・バーンシュタインであったが、彼女は「遥けし彼の地より出る者」に操られていた。
この大会をもってオロチの力を我が物にしようとする、アッシュの祖先にして「遥けし彼の地より出る者」の首領・斎祀が遂に姿を現す。
これまで目的不明の暗躍を繰り返し、自身の先祖・斎祀の計画に協力していると思われたアッシュの目的とその真意は全くの逆であり、斎祀の野望を潰そうと行動していたことが判明する。
最終決戦でアッシュは自身の体に斎祀を封印しようと試みるが、斎祀の子孫であったため逆にその体を乗っ取られてしまう。しかしその支配に抵抗し、自身の体ごと斎祀を消滅させることで決着を付ける。
祖先である斎祀が消滅したことで歴史が改変され、子孫であるアッシュ自身も歴史に存在しない存在となり、人々の記憶の中からも彼の存在は消えていった。

## システム
システムは前作『XII』で導入されたものが全て廃止され、ドライブキャンセルやハイパードライブモードで用いる「ハイパードライブゲージ」（以下：HDゲージ）や「EX必殺技（EX超必殺技）」、「NEO MAX超必殺技」「MAXキャンセル（超必殺技からNEO MAXへキャンセル）」が新たに導入された。ゲームスピードも『XII』に比べ、従来のKOFのようにスピーディーになっている。また『'95』以来の脱衣KOが追加された。

## 登場人物
前作『XII』の出場キャラクターは家庭用からも含め全員続投している。
主人公のアッシュは固定チームに属さないエディット専用キャラクターであり、チームとしてはエリザベートチームがメインチームとなっており、エリザベートが本章のヒロインを務める。キャラクター選択画面でのデフォルト位置はXII同様に1Pが京、2Pが庵となっている。エディットチームでも、アッシュで最終ボスを倒すと、固定チームでのクリア時のようにアッシュ専用のエンディングが用意されている。因みにアッシュはエディット専用キャラクターになっているが、公式ストーリーでは先祖の斎祀からKOF招待状を貰っているが、KOFには不参加だったらしい。
『XIII』優勝チームは不明。
なお、非プレイアブルキャラクターであるローズ・バーンシュタインは家庭用版に収録されているチュートリアルモードの進行役も務めている。
| 出場キャラクター                                                                            | 出場キャラクター                                                    | 出場キャラクター                                                    | 出場キャラクター                                                    |
| チーム名                                                                                    | メンバー                                                            | メンバー                                                            | メンバー                                                            |
| ------------------------------------------------------------------------------------------- | ------------------------------------------------------------------- | ------------------------------------------------------------------- | ------------------------------------------------------------------- |
| エリザベートチーム                                                                          | エリザベート・ブラントルシュ                                        | デュオロン                                                          | シェン・ウー                                                        |
| 日本チーム                                                                                  | 草薙京                                                              | 二階堂紅丸                                                          | 大門五郎                                                            |
| 八神チーム                                                                                  | 八神庵                                                              | マチュア                                                            | バイス                                                              |
| 餓狼チーム                                                                                  | テリー・ボガード                                                    | アンディ・ボガード                                                  | ジョー・ヒガシ                                                      |
| サイコソルジャーチーム                                                                      | 麻宮アテナ                                                          | 椎拳崇                                                              | 鎮元斎                                                              |
| キムチーム                                                                                  | キム                                                                | ホア・ジャイ                                                        | ライデン                                                            |
| 龍虎チーム                                                                                  | リョウ・サカザキ                                                    | ロバート・ガルシア                                                  | タクマ・サカザキ                                                    |
| 怒チーム                                                                                    | ラルフ・ジョーンズ                                                  | クラーク・スティル                                                  | レオナ・ハイデルン                                                  |
| 女性格闘家チーム                                                                            | 不知火舞                                                            | キング                                                              | ユリ・サカザキ                                                      |
| K'チーム                                                                                    | K'                                                                  | クーラ・ダイアモンド                                                | マキシマ                                                            |
| エディット専用（主人公） （家庭用以降は乱入キャラクターとしても登場）                       | アッシュ・クリムゾン                                                | アッシュ・クリムゾン                                                | アッシュ・クリムゾン                                                |
| ボスキャラクター                                                                            | ボス（条件あり）：斎祀 最終ボス（条件あり）：血の螺旋に狂うアッシュ | ボス（条件あり）：斎祀 最終ボス（条件あり）：血の螺旋に狂うアッシュ | ボス（条件あり）：斎祀 最終ボス（条件あり）：血の螺旋に狂うアッシュ |
| 家庭用追加キャラクター （乱入キャラクターとしても登場） （CLIMAX・STEAMでは最初から使用可） | ビリー・カーン、斎祀（変身前）                                      | ビリー・カーン、斎祀（変身前）                                      | ビリー・カーン、斎祀（変身前）                                      |
| 家庭用DLCキャラクター （CLIMAX・STEAMでは最初から使用可）                                   | 炎を取り戻した庵、ネスツスタイル京、Mr.カラテ                       | 炎を取り戻した庵、ネスツスタイル京、Mr.カラテ                       | 炎を取り戻した庵、ネスツスタイル京、Mr.カラテ                       |

## 開発
アッシュ編のストーリーラインについて、本作のゲームデザインディレクターを務めた山本圭は、『2003』の時点で主人公・アッシュの基本設定や、大まかな物語の流れは決まっていたものの、ストーリーに関係するキャラクター（またはチーム）の物語は各作品の開発期間の中で設定されているため、図らずもKOFシリーズのストーリーの中で完結までに最も時間がかかってしまったと2010年のインタビューの中で振り返っている。
アッシュ編最終章という位置づけから、本作にはアッシュ編にかかわる人物が大勢登場している。
本作のもう一つのコンセプトは「『KOFイズム』の復活」であり、キャラクターの選定に当たってはそれを満たす者や、新しいゲームシステムを使いこなしたときの奥深さを味わえるキャラクターが起用された。
本作の登場人物のうち、『餓狼伝説』を初出とするホア・ジャイは、「面白そうだから使ってみよう」と思わせるために起用された。
また、前作からの流れでキムチームにライデンがいるため、ホアはこのチームに組み込まれた。
久木野は明確な参戦条件を設けているつもりはないとしつつも、戦闘スタイルや世界観、他作品との兼ね合いで決めているが、最終的にはKOFに出てきて楽しく遊べるかという点が決め手となると話している。
新システムの導入に当たっては、従来のKOFのシステムに新要素を追加するというコンセプトが建てられた。
たとえば「HDゲージ」は，当初パワーゲージに統合することも考えられたが、ゲージを分けることで初心者や従来のファンにはパワーゲージだけを考えて遊んでもらい、HDゲージは上級者などに使いこなしてもらえるということでパワーゲージと分けられた。
キャラクターのドット絵は『XII』路線をそのまま引き継いでおり、『XII』の出場キャラクターの他、今作で再登場したキャラクターも新たな絵柄で描き直されている。
NESiCAxLive版では、バランス補正だけでなく、入力遅延を改善するために高速I/Oインタフェースに対応させている。また、家庭用から追加されたキャラクター（DLC含む）が最初から使えるようになっている。

### ステージ構築
ステージ構築にあたっては、「さらにスケールアップした世界規模の格闘大会」というコンセプトが立てられ、ステージごとに様々な仕掛けが施された。
ステージスタッフとして初めて参加した瀬野はSNKプレイモアの公式サイトのインタビューの中で、発想の段階では何を考えても自由だったが、ユーザに伝わらないと意味がないため、よりシンプルなものにしていったと明かしている。
ステージの選定そのものは前作『XII』の制作と並行して行われており、様々な国をモチーフとする一方で、具体的な国名を出さないという方針がとられており、絵面から国の特徴を醸し出すものが選ばれた。
たとえば「ひだまりジャングルステージ」の場合、ステージスタッフの一人である小原が前作に自然背景がなかったことに気づいたことがきっかけで誕生している。ステージ制作にあたり、小原は神戸花鳥園へ取材に行っており、当初は湿度の高いイメージだったが、やがてさわやかな楽園のようなイメージに変わったと振り返っている。このステージのイメージそのものは初期の段階で固まっていたものの、『XII』の制作に専念するため一時中断していた経緯がある。
『XIII』の決勝戦に当たる「ローズステージ」はローズによる私設スタジアムという設定であり、当初は別のステージにする予定だったが、ストーリー性を加味したうえで作り直された。これに伴い、オープニング映像やエンディングデモの映像も差し替える羽目になった。
ボスステージのうち「運命の扉」は灼熱の地獄という設定があり、小原は力強いイメージを目指したとSNKプレイモアの公式サイトのインタビューの中で明かしている。また、小原はボスステージでデザイナーの個性を出せて楽しかったとしつつも、イメージしたものをゲームで表現する際には、プログラマとのコミュニケーションが重要だと実感したと振り返っている。
一方、「忘却」は「運命の扉」の向こう側にある世界であると同時にアッシュの心の中を表現している。設定上は「何もない」という指示が出されていたため、小原はイメージするのが大変だったと振り返っている。また、このステージでは白色をベースとすることが最初から決まっていたため、本当に何もない真っ白な世界で戦うとプレイヤーの位置関係がわからなくなってしまうため、必要最低限のイメージが描かれた。このステージについて、瀬野は「ボスのエフェクトが真っ黒なので、今までにない面白い画面だと思います。」と話している。

## 関連製品
ザ・キング・オブ・ファイターズXIII オリジナルサウンドトラック
2010年8月4日に2枚組のアルバムとして発売された。

## 反響
本作は「Video Game Awards 2011」のベスト格闘ゲームのノミネート作品に選出された。
シリーズ中でも『'98』や『2002』に並んで評価は高く、次回作『THE KING OF FIGHTERS XIVのシステムのベースの一つとなった。

## 評価
| レビュアー   | 点数 |
| ------------ | ---- |
| 乱舞吉田     | 9    |
| ブンブン丸   | 9    |
| モリガン長田 | 8    |
| デビル藤原   | 8    |